# Jimmie Lee Jackson
Jimmie Lee Jackson (16 de dezembro de 1938 – 26 de fevereiro de 1965) foi um ativista afro-americano dos direitos civis de Marion, Alabama, e um diácono na igreja batista. Em 18 de fevereiro de 1965, enquanto desarmado e participando de uma marcha pacífica pelos direitos de voto em sua cidade, ele foi espancado por policiais e morto a tiros por um policial estadual do Alabama. Jackson morreu oito dias depois no hospital.
Sua morte ajudou a inspirar as marchas de Selma a Montgomery em março de 1965, um grande evento do movimento pelos direitos civis que ajudou a obter a aprovação do Congresso da Lei dos direitos de voto de 1965. Isso permitiu que milhões de afro-americanos votassem novamente no Alabama e em todo o sul dos Estados Unidos, recuperando a participação como cidadãos no sistema político pela primeira vez desde a virada do século XX. A maioria havia sido privada de direitos desde então por constituições estaduais e práticas discriminatórias que dificultavam o registro de eleitores e a votação.
Em 2005, o ex-policial estadual do Alabama James Bonard Fowler admitiu que havia atirado em Jackson, no que ele disse ter sido legítima defesa, logo após as luzes da rua terem se apagado e uma briga ter começado. O ex-policial Fowler foi indiciado em 2007 pela morte de Jackson. Em 2010, ele se declarou culpado de homicídio culposo. Ele foi condenado a seis meses de prisão.

## Vida pregressa
Jimmie Lee Jackson nasceu em 1938 em Marion, Alabama, sede do condado de Perry, filho de Jimmie Lee Jackson e Viola Jackson, uma família de fazendeiros locais. Todos eles pertenciam à igreja batista. Ele recebeu o nome de seu pai. Depois que seu pai morreu quando Jackson tinha 18 anos, ele assumiu o trabalho e a administração da fazenda da família. Ele também teve uma filha.
Embora muitas fontes afirmem que ele era um veterano do exército, e algumas digam que ele serviu na Guerra do Vietnã, sua família contesta que ele tenha estado no exército. (As primeiras tropas terrestres dos EUA chegaram ao Vietnã em 8 de março de 1965, então é improvável que Jackson tenha servido naquela guerra, e as alegações de que ele serviu no exterior não são atribuídas.) 

## Diácono e ativista
Depois de retornar de Indiana para sua cidade natal, Jackson trabalhou como operário e lenhador, ganhando seis dólares por dia de trabalho. Ordenado no verão de 1964, Jackson foi o diácono mais jovem de sua Igreja Batista St. James em Marion.
Jackson tentou se registrar para votar por quatro anos, sem sucesso, sob o sistema discriminatório mantido pelas autoridades do Alabama desde a virada do século XX. Sua mãe Viola e seu avô materno Cager Lee também tentaram se registrar, também sem sucesso. Jackson foi inspirado por Martin Luther King Jr., que veio com outros membros da Conferência da Liderança Cristã do Sul (SCLC) para a vizinha Selma, para ajudar ativistas locais em sua campanha de registro de eleitores. Jackson compareceu a reuniões várias noites por semana na Igreja Metodista Capela de Sião.

### Ataque e tiroteio fatal

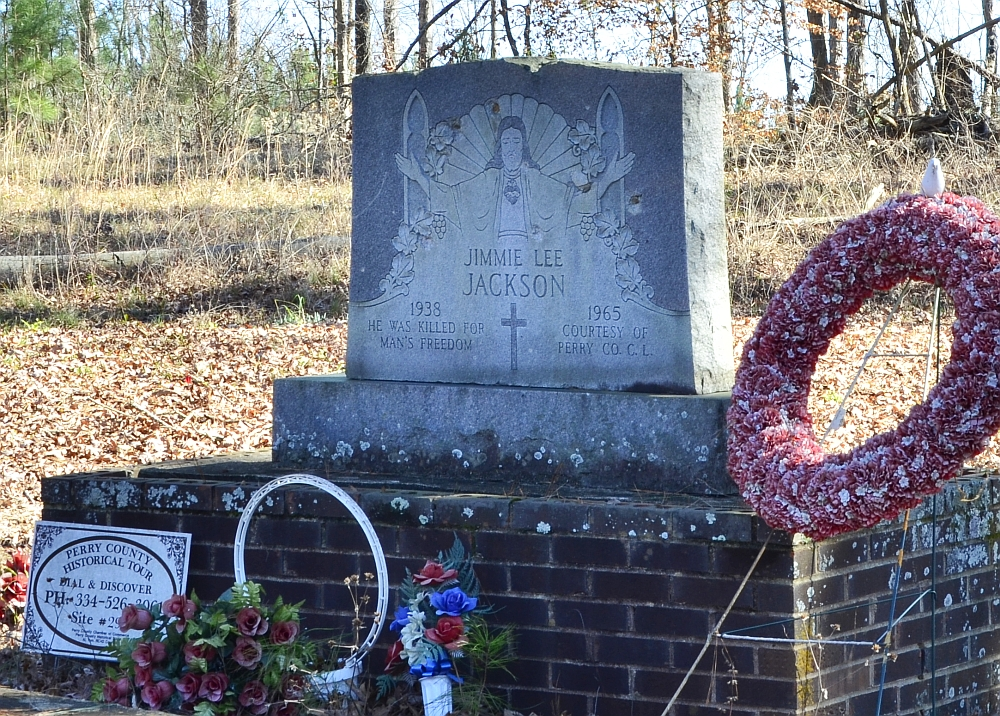
Túmulo de Jimmie Lee Jackson

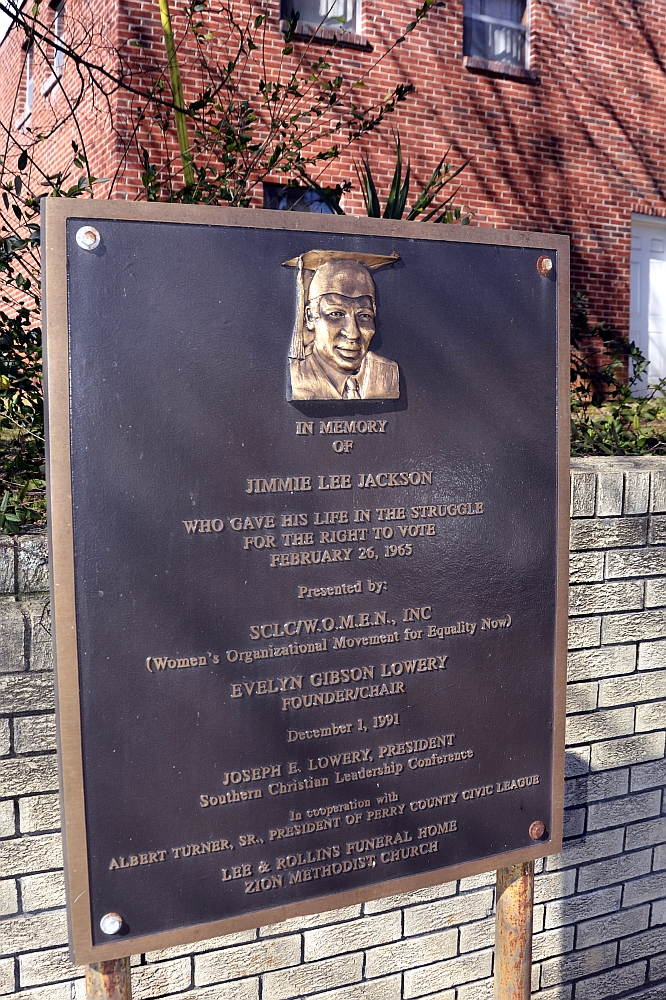
Memorial onde Jackson foi baleado, atrás da Igreja Metodista de Sião em Marion, Alabama

Na noite de 18 de fevereiro de 1965, cerca de 500 pessoas que foram organizadas pelo ativista da SCLC C. T. Vivian deixaram a Igreja Metodista Unida de Sião em Marion e tentaram uma caminhada pacífica até a prisão do Condado de Perry, a cerca de meio quarteirão de distância, onde o jovem trabalhador dos direitos civis James Orange estava detido. Os manifestantes planejavam cantar hinos e retornar à igreja. A polícia disse mais tarde que acreditava que a multidão estava planejando uma fuga da prisão. Entre os manifestantes estavam Jackson, sua irmã de 16 anos, Emma Jean, sua mãe e seu avô materno Cager Lee.
Eles foram recebidos no correio por uma fila de policiais de Marion, delegados do xerife do condado e policiais estaduais do Alabama. Durante o impasse, as luzes da rua foram abruptamente desligadas (algumas fontes dizem que foram apagadas a tiros pela polícia), e a polícia começou a espancar os manifestantes. Entre os espancados estavam dois fotógrafos da United Press International, cujas câmeras foram quebradas, e o correspondente da NBC News, Richard Valeriani, que foi espancado tão violentamente que foi hospitalizado. Os manifestantes se viraram e se espalharam de volta para a igreja.
Jackson, sua irmã, sua mãe Viola Jackson e seu avô de 82 anos Cager Lee correram para o Mack's Café atrás da igreja, perseguidos por policiais estaduais. A polícia espancou Lee no chão da cozinha; quando Viola tentou afastar a polícia, ela também foi espancada. Quando Jackson tentou proteger sua mãe, um policial o jogou contra uma máquina de cigarros. Um segundo policial atirou em Jackson duas vezes no abdômen. Foi somente em 2005 que o policial James Bonard Fowler foi publicamente associado ao tiroteio. Em uma entrevista ao The Anniston Star, ele admitiu ter atirado em Jackson, dizendo que foi em legítima defesa, pois pensou que Jackson estava sacando sua arma. O ferido Jackson deixou o café, sofrendo golpes adicionais da polícia, e desmaiou em frente à estação de ônibus. Ele foi levado para o hospital.
Na presença de oficiais do FBI no hospital, Jackson disse ao advogado Oscar Adams, de Birmingham, que ele foi "espancado" por policiais estaduais depois que ele foi baleado e escapou da cafeteria. Antes de sua morte, Jackson foi notificado com um mandado de prisão pelo coronel Al Lingo, chefe da Polícia Estadual do Alabama. O Senado Estadual do Alabama respondeu às críticas nacionais e "denunciou formalmente as acusações de abandono pelos policiais de Lingo em Marion."
O Dr. William Dinkins atendeu Jackson pela primeira vez quando ele chegou ao Hospital Bom Samaritano em Selma. Em uma entrevista de 1979 para o America, They Loved You Madly, um precursor de Eyes on the Prize, o Dr. Dinkins relata as ações que tomou ao cuidar de Jackson e o que ele testemunhou antes (e depois) da morte de Jackson, oito dias depois, em 26 de fevereiro de 1965. O Dr. Dinkins acreditava que Jackson morreu como resultado de uma overdose de anestesia depois que um cirurgião branco decidiu realizar uma segunda cirurgia. A irmã Michael Anne, uma administradora do hospital, disse mais tarde que havia queimaduras de pólvora no abdômen de Jackson, indicando que ele foi baleado a uma distância muito curta.
Jackson foi homenageado em seu serviço memorial, elogiado como um mártir de uma causa moral. Ele foi enterrado no Cemitério Heard, um antigo cemitério de escravos, ao lado de seu pai. Sua lápide foi paga pela Liga Cívica do Condado de Perry. Nas décadas seguintes, sua lápide foi vandalizada, com marcas de pelo menos um tiro de espingarda.

## Consequências
Dois serviços memoriais foram realizados para Jimmie Lee Jackson. Martin Luther King, Jr. falou em um deles, dizendo:
A morte de Jimmie Lee Jackson nos diz que devemos trabalhar apaixonadamente e incansavelmente para tornar o sonho americano uma realidade. Sua morte deve provar que o sofrimento imerecido não fica sem redenção. Não devemos ser amargos e não devemos abrigar ideias de retaliação com violência. Não devemos perder a fé em nossos irmãos brancos.
Como resultado da morte de Jackson e de outras violências, James Bevel, diretor do Movimento pelos Direitos de Voto em Selma da SCLC, iniciou e organizou a primeira das marchas de Selma a Montgomery. Foi uma maneira dos cidadãos de Marion e Selma direcionarem sua raiva sobre a morte de Jackson e trabalharem por um resultado positivo. Também foi convocado para divulgar o esforço para obter a reforma do registro de eleitores.
Realizada alguns dias depois, em 7 de março de 1965, a marcha ficou conhecida como "Domingo Sangrento" por causa da resposta violenta dos policiais estaduais e do pelotão do xerife do condado, que atacaram e espancaram os manifestantes depois que eles atravessaram a ponte Edmund Pettus, deixando a cidade de Selma e entrando no condado. Os eventos foram amplamente cobertos e atraíram a atenção internacional, levantando amplo apoio à campanha pelos direitos de voto. O governo federal se comprometeu a proteger os manifestantes.
Na terceira marcha para Montgomery, que começou em 21 de março, os manifestantes foram protegidos por tropas federais e forças da Guarda Nacional do Alabama sob comando federal. Eles viajaram todo o caminho, reunindo mais manifestantes ao longo da rota. Um total de 25.000 pessoas entraram pacificamente na cidade, o maior evento de direitos civis da cidade.
Em março de 1965, o presidente Lyndon B. Johnson anunciou seu projeto de lei federal para apoiar os direitos de voto, autorizando a supervisão federal de práticas locais e a execução pelo governo federal; foi aprovado pelo Congresso como a Lei dos direitos de voto de 1965. Depois que a lei foi aprovada, o avô de Jimmie Lee Jackson, Cager Lee, que marchou com ele em fevereiro de 1965 em Marion, registrou-se e votou pela primeira vez aos 84 anos.
Em 2015, a Trilha de Conexão Marion a Selma foi designada para conectar a Trilha Histórica Nacional de Selma a Montgomery com o local da morte de Jackson.

### Acusações criminais contra James Bonard Fowler
Um grande júri recusou-se a indiciar Fowler em setembro de 1965, identificando-o apenas pelo seu sobrenome.
Em 2005, Fowler admitiu em uma entrevista com John Fleming do Anniston Star que ele havia atirado em Jackson em 1965, dizendo que foi em legítima defesa. Como parte de um esforço para processar crimes da era dos direitos civis, em 10 de maio de 2007, 42 anos após o crime, o recém-eleito promotor público do Condado de Perry acusou Fowler de acusações de assassinato de primeiro e segundo grau pela morte de Jackson, e ele se rendeu às autoridades. Em 15 de novembro de 2010, Fowler se declarou culpado de homicídio culposo e se desculpou publicamente por matar Jackson, expressando remorso. Ele disse que agiu em legítima defesa. Ele foi condenado a seis meses de prisão. Argumentando que a sentença era muito fraca, o comissário do Condado de Perry, Albert Turner Jr., um líder dos direitos civis, disse que o acordo foi "um tapa na cara do povo deste condado".
Devido a problemas de saúde que exigiram cirurgia, Fowler foi libertado após cumprir cinco meses.

## Representação em outras mídias
No filme de drama de 2014 Selma, dirigido por Ava DuVernay, Jackson foi interpretado por Lakeith Stanfield. O filme retrata os eventos relacionados às atividades de direitos civis no inverno de 1965 em Selma e jurisdições próximas, incluindo o assassinato de Jackson e as marchas. Jimmie Lee Jackson também foi interpretado por Zachary Rogers no filme de 1999 Selma, Lord, Selma, que conta a história do Domingo Sangrento pelos olhos de Sheyann Webb-Christburg, de 11 anos, interpretada por Jurnee Smollett.